# Ерін Фітцжеральд
Ерін Дон Фітцжеральд (англ. Erin Dawn Fitzgerald; нар. 21 вересня 1972, Вікторія, Канада) — канадсько-американська акторка озвучування і дубляжу.

## Життєпис
Фітцжеральд народилася в Вікторії і закінчила Університет Вікторії бакалавра образотворчих мистецтв з акторською спеціалізацією. Вона переїхала до Ванкувера і працювала з місцевими театральними колективами, граючи на п'єсах, брала участь у телебаченні та кіно. Її голосова кар'єра почалася з циклів циклів у Ванкувері для шоу, таких як «За межею можливого», вона працювала в циклі шість років. Її першою головною анімаційною роллю була Мейн Канкер у тривалому серіалі Cartoon Network «Ед, Едд та Едді». Вона озвучує Мей так само, як Незз. Вона озвучувала і інші мультфільми, такі як «Сабріна: мультфільм», «Товста собака Мендоса», «Казки дракона», «Риба веселки». В 2000 році вона переїхала до Лос-Анджелеса.
У 2008 році вона замінила Трейсі Руні голосом Чі Сатонака у серії Persona 4.

## Вибрана фільмографія

### Анімаційні фільми
| Рік          | Назва                               | Роль                                                                 |
| ------------ | ----------------------------------- | -------------------------------------------------------------------- |
| 2006         | Весела мавпа представляє час музики | Лідер гри                                                            |
| 2009         | Велике шоу Еда, Едда та Едді        | Незз та Мей Кенкер                                                   |
| 2011         | Мертвий космос: Наслідки            | Алексіс                                                              |
| 2012–дотепер | Школа монстрів                      | Аббі Бомінабл, С. А. К'юпід, Рошель Гойл, Спектра Вондергайс та інші |
| 2012         | Снігова Королева                    | Лута, Уна, Принцеса, Дзеркало, Озеро Ґао                             |
| 2013         | 009 Re:Cyborg                       | 003 / Франсуаза Арнул                                                |
| 2013–дотепер | Ever After High                     | Рейвен Квін, С. А. К'юпід та інші                                    |
| 2014         | Дайв Оллі Дайв та пірацький скарб   | Професор Кейт                                                        |

### Відеоігри
| Рік        | Назва                                              | Роль                                                                              | Примітки                                                                        |
| ---------- | -------------------------------------------------- | --------------------------------------------------------------------------------- | ------------------------------------------------------------------------------- |
| 2000       | Kessen                                             | Саске                                                                             |                                                                                 |
| 2003       | Spawn: Armageddon                                  | Саша, Янголи                                                                      |                                                                                 |
| 2003       | I-Ninja                                            | Арія, Зарола, Оператор                                                            |                                                                                 |
| 2003       | Ragnarok Online                                    | Рошиха, Хлопчик-демон, Хлопчик-гравець                                            |                                                                                 |
| 2004       | EverQuest II                                       | різні персонажі                                                                   | Понад 20 персонажів, згідно резюме                                              |
| 2004       | Lineage II                                         | Ельф, Людина Містик                                                               |                                                                                 |
| 2004       | Vampire: The Masquerade – Bloodlines               | Надя, Міра                                                                        |                                                                                 |
| 2005       | Destroy All Humans!                                | Дружина фермера                                                                   |                                                                                 |
| 2005       | Ed, Edd n Eddy: The Mis-Edventures                 | Назз і Мей Канкер                                                                 |                                                                                 |
| 2005—2010  | Trauma Center                                      | різні персонажі                                                                   |                                                                                 |
| 2006       | Xenosaga Episode III: Also sprach Zarathustra      | Цитрин, Абель, Май Магус                                                          |                                                                                 |
| 2006       | Dungeons & Dragons Online                          | Ана, Ворон, Дух природи                                                           |                                                                                 |
| 2006       | Tales of the Abyss                                 | Іон, Синк, Флоріан, Кеті, Юлія                                                    |                                                                                 |
| 2006, 2017 | франшиза .hack//G.U.                               | Сакубо, Алкайд                                                                    | епізоди: Rebirth, Reminisce, Redemption, Last Recode                            |
| 2007       | Eternal Sonata                                     | Полька                                                                            |                                                                                 |
| 2007       | Spider-Man 3                                       |                                                                                   |                                                                                 |
| 2008       | Dynasty Warriors 6                                 | Каї Венджи, додаткові голоси                                                      |                                                                                 |
| 2008       | Grand Chase                                        | Елезіс Сіґхарт                                                                    |                                                                                 |
| 2008       | Tom Clancy's EndWar                                | Російський агент, німецький агент                                                 |                                                                                 |
| 2009       | Cross Edge                                         | Морріган Енсленд                                                                  |                                                                                 |
| 2009       | FusionFall                                         | Мей Канкер                                                                        |                                                                                 |
| 2009       | Katamari Forever                                   | Michiru Hoshino                                                                   |                                                                                 |
| 2009       | League of Legends                                  | Сона, Янна                                                                        |                                                                                 |
| 2009       | Red Faction: Guerrilla                             | Шахтар-партизан                                                                   |                                                                                 |
| 2009       | Spyborgs                                           | Доктор, Кані, Комп'ютер                                                           |                                                                                 |
| 2010       | Bleach: The 3rd Phantom                            | Мацурі Кудо                                                                       |                                                                                 |
| 2010       | Majin and the Forsaken Kingdom                     | Принцеса                                                                          |                                                                                 |
| 2010       | White Knight Chronicles                            | Аватар 6, Розбійник, Солдат                                                       |                                                                                 |
| 2010       | Ys: The Oath in Felghana                           | Аня, Хьюго, Синтія                                                                |                                                                                 |
| 2011       | Ar Tonelico Qoga                                   | Саша                                                                              |                                                                                 |
| 2011       | Dynasty Warriors 7                                 | Каї Венджи                                                                        | також Xtreme Legends                                                            |
| 2011       | Catherine                                          | Еріка Андерсон, Тріша                                                             |                                                                                 |
| 2011       | Monkey Quest                                       | різні персонажі                                                                   |                                                                                 |
| 2011       | Shin Megami Tensei: Devil Survivor                 | Мідорі Комакі                                                                     |                                                                                 |
| 2011—2016  | Hyperdimension Neptunia                            | Нуар                                                                              | Замінено Ерікою Мендес, починаючи з Cyberdimension Neptunia: 4 Goddesses Online |
| 2012       | Unchained Blades                                   | Мері, Єхидна                                                                      |                                                                                 |
| 2012       | Persona 4 Golden                                   | Чі Сатонака                                                                       | також Persona 4 Arena, Persona 4 Arena Ultimax, Dancing All Night               |
| 2012       | Skullgirls                                         | Парасол                                                                           |                                                                                 |
| 2012       | Dragon's Dogma                                     | Алтея, Нетті                                                                      |                                                                                 |
| 2012       | Bravely Default                                    | Агнес Облідж                                                                      |                                                                                 |
| 2012       | Final Fantasy XIII-2                               | Дослідник С, Нора Б, студент                                                      |                                                                                 |
| 2012       | Kingdoms of Amalur: Reckoning                      | Богиня Етен, Мудра Людина, Зарозумілий Альфар, Злочинець                          |                                                                                 |
| 2012       | The Lord of the Rings Online: Riders of Rohan      | Еовін, Фароніл, Ельфійка                                                          |                                                                                 |
| 2012       | Mugen Souls                                        | Аліс                                                                              |                                                                                 |
| 2012       | Devil Summoner: Soul Hackers                       | Наомі, Томоко                                                                     |                                                                                 |
| 2012       | Silent Hill: Book of Memories                      | Гравець Джок, Рашлі, Нова дівчина, Сталевий бос, Водний бос                       |                                                                                 |
| 2012       | Zero Escape: Virtue's Last Reward                  | Кварк                                                                             |                                                                                 |
| 2013       | Fire Emblem Awakening                              | Еммерін                                                                           |                                                                                 |
| 2013       | The Last of Us                                     | Голос за кадром, Заражена жінка                                                   |                                                                                 |
| 2013       | Dynasty Warriors 8                                 | Каї Венджи                                                                        | також Xtreme Legends                                                            |
| 2013       | Rune Factory 4                                     | Форте                                                                             | також Special                                                                   |
| 2013       | Dead or Alive 5 Ultimate                           | Рейчел                                                                            |                                                                                 |
| 2013       | Disgaea D2: A Brighter Darkness                    | жінка-боєць                                                                       |                                                                                 |
| 2013       | Disney Princess Palace Pets                        | Красуня (кіт Сплячої красуні)                                                     |                                                                                 |
| 2013       | Dragon's Crown                                     | Чарівниця, Фея, Медуза, Діва                                                      |                                                                                 |
| 2013       | Dragon's Dogma                                     | Ольра, Банші                                                                      |                                                                                 |
| 2013       | Etrian Odyssey Untold: The Millennium Girl         | Ракуна                                                                            |                                                                                 |
| 2013       | Final Fantasy XIV                                  | Нанамо Уль Намо                                                                   |                                                                                 |
| 2013       | Ingress                                            | Керрі Кемпбелл                                                                    |                                                                                 |
| 2013       | Shin Megami Tensei IV                              | різні персонажі                                                                   |                                                                                 |
| 2013       | Tales of Xillia                                    | Тіпо                                                                              |                                                                                 |
| 2014       | Adventure Time: The Secret of the Nameless Kingdom | Принцеса сну                                                                      |                                                                                 |
| 2014       | Sonic Boom: Rise of Lyric                          | Персі                                                                             |                                                                                 |
| 2014       | Elsword                                            | Елесіс Зігхарт, Сирена, Каріс, Гарпі Гарпі, Роза, Дуренда, Ігнія, Камілла, Дейзі  |                                                                                 |
| 2014       | Danganronpa: Trigger Happy Havoc                   | Джунко Еношима, Джек Геноцид                                                      | Обидві ролі розділила з Амандою К. Міллер                                       |
| 2014       | Danganronpa 2: Goodbye Despair                     | Джунко Еношима, Джек Геноцид                                                      | Обидві ролі розділила з Амандою К. Міллер                                       |
| 2014       | BlazBlue: Chrono Phantasma                         | Куля                                                                              |                                                                                 |
| 2014       | Conception II: Children of the Seven Stars         | Фін                                                                               |                                                                                 |
| 2014       | The Elder Scrolls Online                           | Жінка-норд, Річман, Спрігган                                                      |                                                                                 |
| 2014       | Firefall                                           | Доктор Полесон, лейтенант Гесс, доктор Мітра Батшеба                              |                                                                                 |
| 2014       | Mind Zero                                          | Сана Чікаге                                                                       |                                                                                 |
| 2014       | Persona Q: Shadow of the Labyrinth                 | Чі Сатонака                                                                       |                                                                                 |
| 2014       | Tales of Xillia 2                                  | Тіпо, Ролло                                                                       |                                                                                 |
| 2014       | The Talos Principle                                | Олександра Дреннан                                                                |                                                                                 |
| 2014       | World of Warcraft: Warlords of Draenor             | Ірель, Корістраза                                                                 |                                                                                 |
| 2015       | Danganronpa Another Episode: Ultra Despair Girls   | Джек Геноцид, Курокума                                                            |                                                                                 |
| 2015       | Stella Glow                                        | Вероніка                                                                          |                                                                                 |
| 2015       | Xenoblade Chronicles X                             | Аватар (жінка-солдат)                                                             |                                                                                 |
| 2015       | Fat Princess Adventures                            | Майстер дзен                                                                      |                                                                                 |
| 2015       | Citizens of Earth                                  | Пасічник, пілот 1940-х років, курча хіпі, дівчина з Valley Club, коп, рятувальник |                                                                                 |
| 2015       | Lost Dimension                                     | Нагі Шишиука                                                                      |                                                                                 |
| 2016       | 2064: Read Only Memories                           | Мелоді Флорес                                                                     |                                                                                 |
| 2017       | Fire Emblem Heroes                                 | Олвен, Санакі                                                                     | історія-пролог Sibling Bonds                                                    |
| 2017       | Nier: Automata                                     | Бовуа                                                                             |                                                                                 |
| 2017       | Persona 5                                          | Вакаба Ішикі                                                                      | також в Royal                                                                   |
| 2017       | Puyo Puyo Tetris                                   | Карбункул, Фелі, Принц океану                                                     |                                                                                 |
| 2018       | Heroes of the Storm                                | Ірель                                                                             |                                                                                 |
| 2018       | BlazBlue: Cross Tag Battle                         | Чі Сатонака                                                                       |                                                                                 |
| 2020       | The Legend of Heroes: Trails of Cold Steel IV      | Інес                                                                              |                                                                                 |
| 2021       | Nier Replicant ver.1.22474487139...                | Луїза, додаткові голоси                                                           |                                                                                 |
| 2023       | Diablo IV                                          | додаткові голоси                                                                  |                                                                                 |